# Àguila ventrevermella
L'àguila ventrevermella (Lophotriorchis kienerii) és un ocell rapinyaire de la família dels accipítrids (Accipitridae). Si bé era ubicada al gènere Hieraaetus actualment és considerada l'única espècie del gènere Lophotriorchis Sharpe, 1874.
Aquestes petites àguiles habiten zones boscoses de l'Àsia tropical, residint a Sri Lanka, sud-oest i nord de l'Índia, Àsia oriental, sud-est asiàtic i Indonèsia. El seu estat de conservació es considera gairebé amenaçat.